# Ахтехальбер
Ахтехальбер (от нем. Acht — восемь и нем. halb — половина) — народное название монеты номиналом в 1⁄12 талера на территории Пруссии.
В различных государствах центральной Европы в начале XVIII столетия в обращении находились различные денежные единицы. Соотношение между ними варьировалось. На 1722 год прусский рейхсталер был равным 90 грошам. Соответственно его двенадцатая часть содержала 7½ гроша, что и было закреплено официальным правительственным распоряжением.
От стоимости монеты и произошло народное название, обозначающее восемь без половины. Термин был перенесён на монеты номиналом в 1⁄12 талера более поздних выпусков. Так, после того, как в 1821 году Пруссия перешла на новую монетную стопу, предполагавшую соотношение 1 талер — 30 зильбергрошенов, ахтехальбером стали обозначать монету равную 2½ гроша.
В 1873 году согласно монетному закону Германской империи, направленному на унификацию множества региональных денежных систем в единую имперскую и введение «золотой марки», один талер приравнивался к 3 новым маркам. Все его производные единицы были демонетизированы, включая и ахтехальберы. Курс обмена для ахтехальбера составил 25 пфеннигов.
В 1909 году выпустили никелевую монету номиналом в 25 пфеннигов, которую по старой памяти в народе окрестили «ахтехальбером».